# Barnard 168
Barnard 168 – ciemna mgławica znajdująca się w konstelacji Łabędzia. Została skatalogowana przez astronoma Edwarda Barnarda w jego katalogu pod numerem 168. Całkowitą masę mgławicy szacuje się na około 2500 mas Słońca.

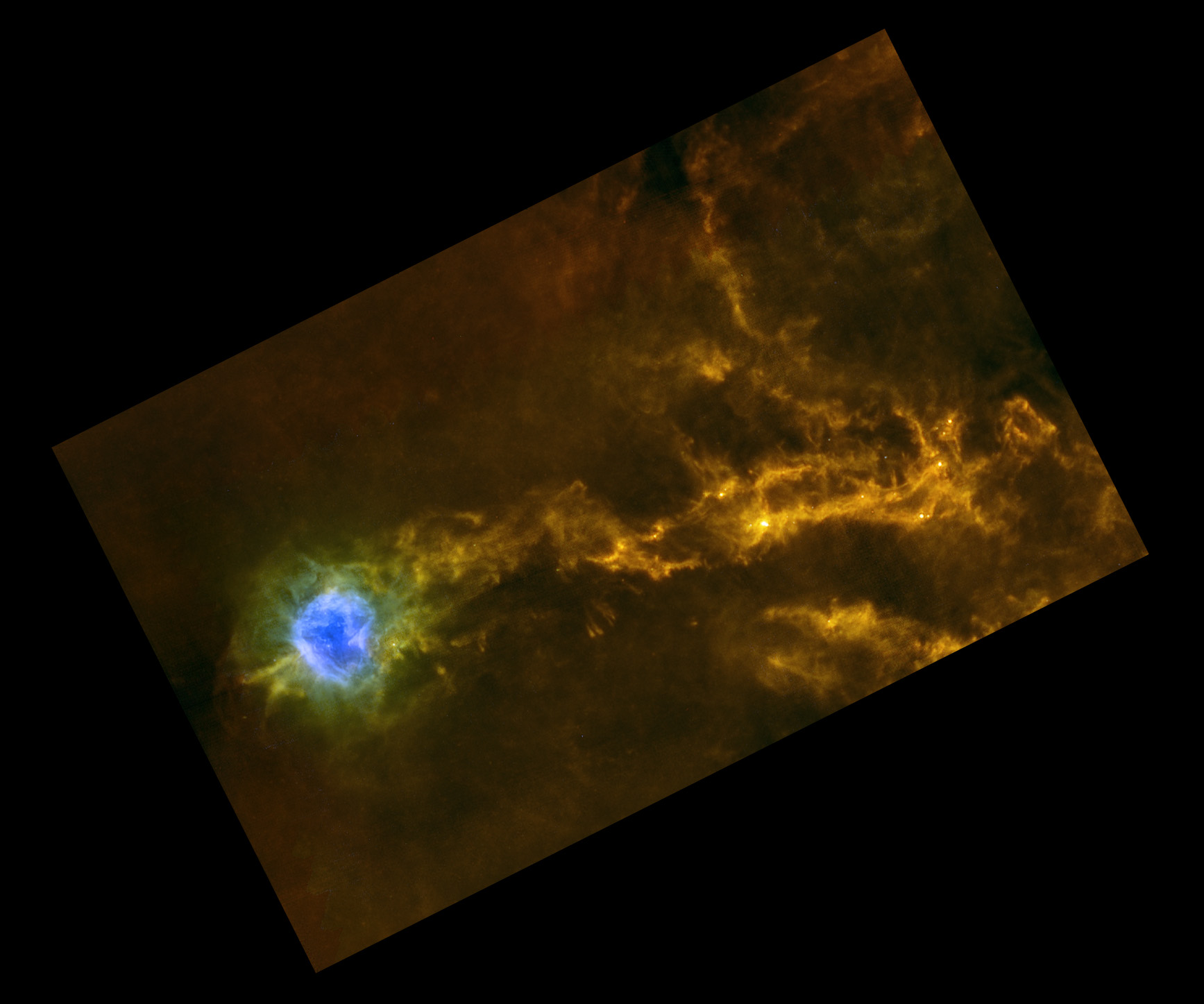
Zdjęcie w podczerwieni (Herschel)